# Airedale Terrier
Airedale Terrier este o rasă de câini cu blană aspră, sârmoasă, cap alungit și turtit, piept larg, cu labele din față foarte drepte, cel mai mare din grupa câinilor de tip terrier. Numele provine de la Valea Aire din ținutul Yorkshire. Rasa a fost creată în Marea Britanie la mijlocul secolului XIX-lea, ca ajutor la ferme, unde ținea la distanță șobolani sau vulpi. Airedale este o rasă de câini care a fost concepută pentru a asista omul la vânătoarea de vidre, jderi, iepuri, vulpi. Ulterior, grație curajului, determinării și calităților fizice deosebite, a fost folosit și la vânătoarea de animale mari, cum ar fi mistreții sau chiar urșii. Poate fi folosit cu rezultate bune și în lucrul cu animalele iar în Marea Britanie este câinele preferat al forțelor de poliție.

## Istorie

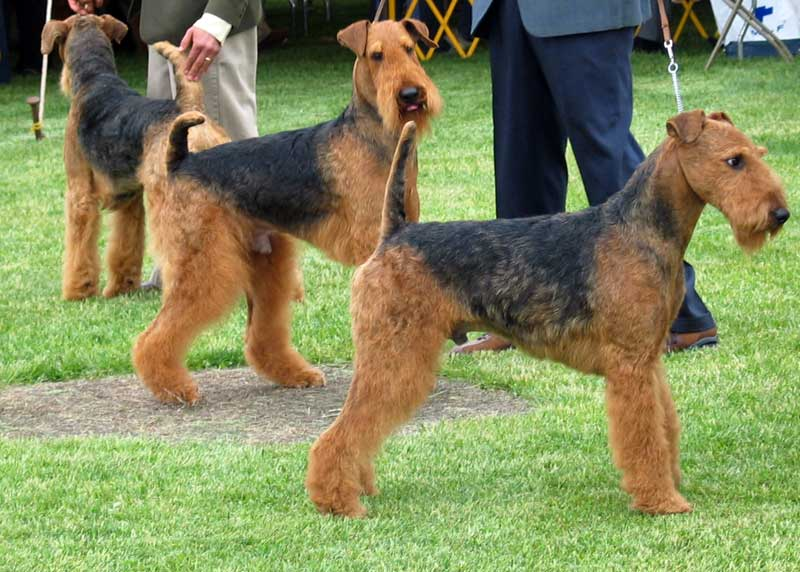
Doi Airedale Terrieri.

Localnicii își doreau să țină sub control dezvoltarea viguroasă a unor specii de rozătoare, în special din habitatul acvatic (șobolanul de apă, nutria) și a unor prădători de talie mai mică (vidra, jderul, dihorul, nevăstuica). Pentru obținerea unui câine competitiv au încrucișat exemplare de copoi Otterhound și de Terrier Galez (Welsh Terrier). Cele două rase au stat la baza selecționării acestui Terrier de talie mare (Airedale Terrier este cel mai mare câine din această familie creat în Marea Britanie, motiv pentru care mai este denumit și „Regele Terrierilor”). Tot acestor rase li se datorează coloritul specific castaniu/negru al Airedale Terrier. Prin încrucișările dintre cele două rase de câini s-a urmărit obținerea unui animal de talie mai mare decât Welsh Terrier-ul, dar nu atât de solid și greoi ca și Otterhound-ul, care să păstreze blana aspră, puternic încrețită, caracterul vioi și curajul Welsh-ului dar și tenacitatea și mirosul fin de la Otterhound. Până la izbucnirea Primului Război Mondial, Airedale Terrier a fost folosit pe scară largă ca și câine de vânătoare, dar calitățile sale deosebite au atras atenția militarilor. Astfel, în 1901, locotenent-colonelul Edwin Hautenville Richardson, însărcinatul Armatei pentru instruirea câinilor-mesageri și de protecție, a pus bazele Școlii de Antrenament pentru Câinii de Război, în Shoeburyness (Essex, Anglia). Cei mai mulți „recruți” de aici erau din rasa Airedale Terrier. În 1906 Poliția Britanică a adoptat câțiva câini pregătiți la Shoeburyness pentru a însoți ofițerii în patrule și a-i asista la intervențiile împotriva infractorilor. Acești câini sunt cei mai preferați dintre toate rasele în serviciul polițienesc din Marea Britanie. Ultimele decenii au modificat profilul acestei rase, Airedale fiind deseori preferați în rol de animal de companie/animal utilitar, dar mulți proprietari continuă să-i folosească încă la vânătoare.

## Calități fizice

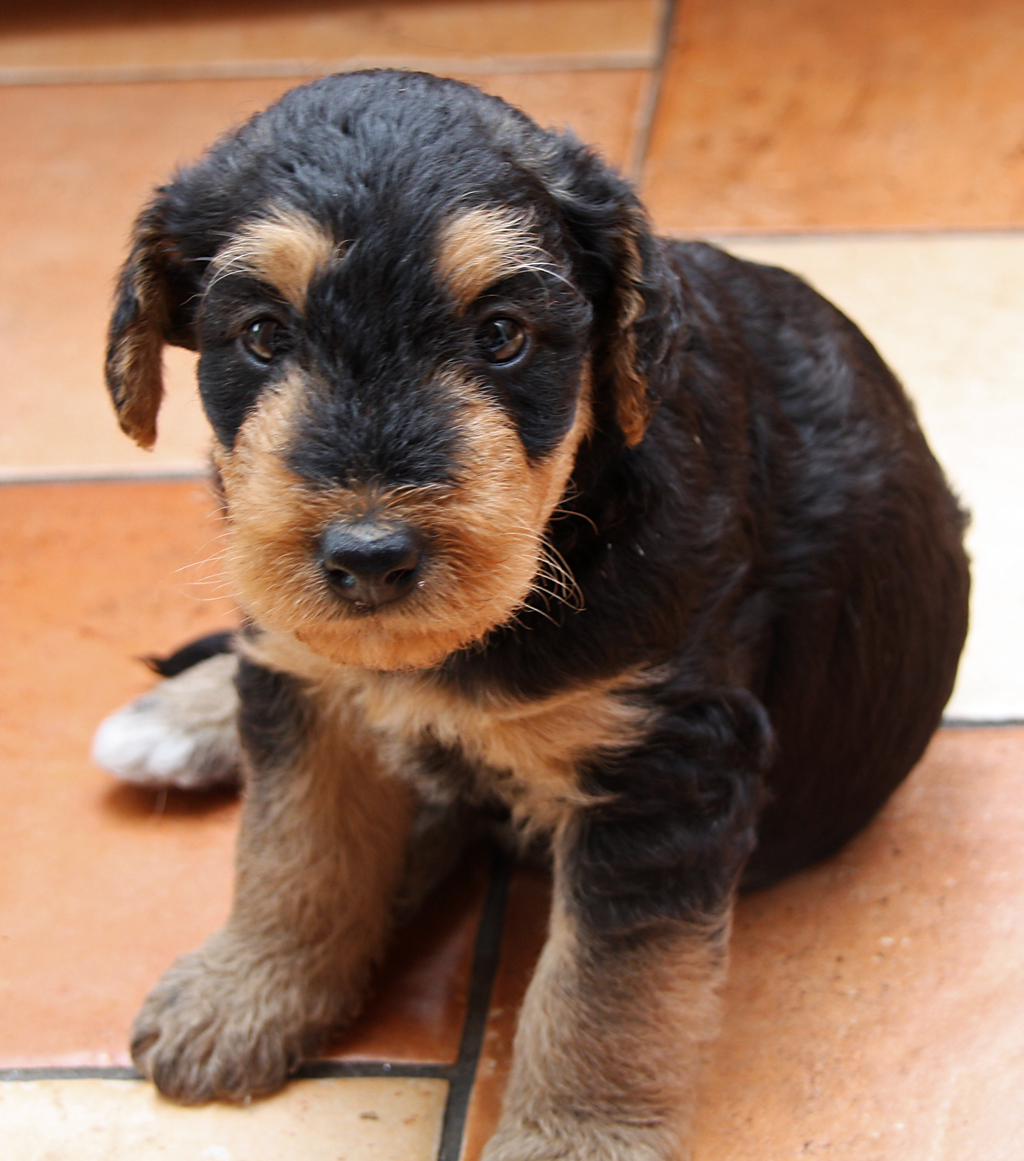
Un pui de Airedale Terrier.

Un câine cu talie înaltă, având corpul compact, robust, cu o musculatură pronunțată. Ținuta este mândră în mod natural și mișcarea denotă eleganță și fluiditate. Capul este lung și plat, cu ochi mici, de culoare închisă, atenți și expresivi. Urechile relativ mici, în forma literei „V”, sunt prinse frontal, în plan cranian superior, cu linia de răsfrângere puțin deasupra nivelului capului. Coada are și ea inserția ridicată, la capătul coloanei, este ținută în mod obișnuit în sus și, ca un standard acceptat (dar nu obligatoriu), se taie (2/3 din lungimea totală). Alura corporală este specifică pentru Terrieri, sugerând forma pătrată, cu mențiunea că Airedale are picioare foarte lungi, care contribuie la impresia de eleganță etalată de câine. Blana este alcătuită din 2 straturi, cel inferior moale și des, iar cel superior aspru și ondulat, fără a fi creț.

## Personalitate
Airedale Terrier este inteligent, alert și vioi. Dovedește un nivel de activitate ridicat, ca orice Terrier, dar nu este gălăgios. Destul de tăcut, uneori dovedind încăpățânare, alteori dispoziție pentru joacă. Se comportă bine cu copiii și se atașează puternic de stăpân. Dominant în relația cu alți câini, are nevoie de socializare timpurie. Acceptă alte animale în gospodărie dacă este obișnuit de mic cu ele. Este foarte curajos, dar nu manifestă agresivitate în relația cu alte persoane. Circumspect cu străinii și prudent.

## Întreținere

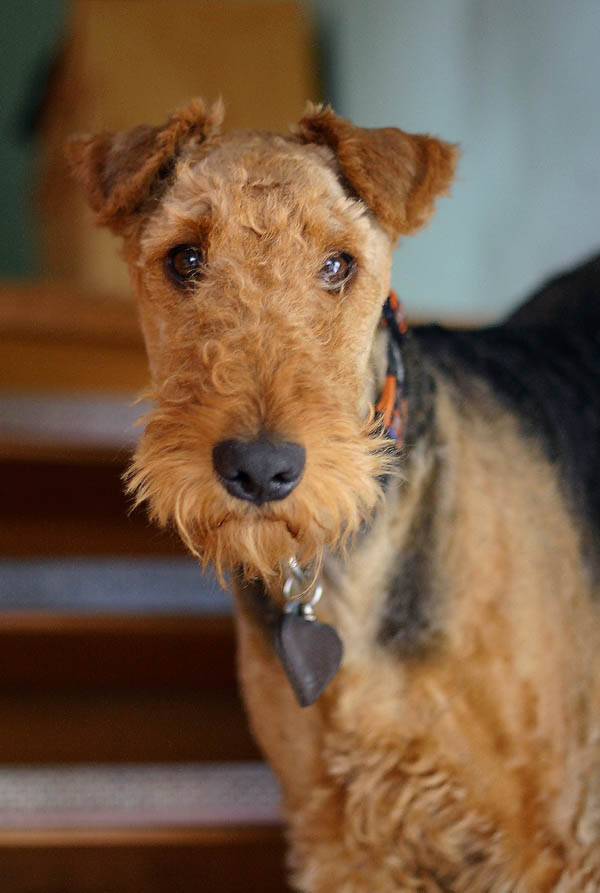
Airedale Terrier.

### Îngrijire și sensibilitate boli
Năpârlește nesemnificativ. Blana nu necesită o întreținere elaborată, doar trebuie trimată de 2-3 ori pe an. Părul crescut pe față (bot) se va ajusta periodic, pentru a elibera zona oculară. De asemenea, părul în exces crescut între pernuțele de la picioare se scurtează la intervale regulate. Principalele afecțiuni semnalate în cadrul rasei sunt: displazia de șold, dermatitele și diferitele alergii, disfuncțiile tiroidiene, torsiunea gastrică și problemele cardiovasculare.

### Condiții de viață
Are nevoie de exerciții fizice variate, complexe și de lungă durată. Este recomandat persoanelor active, cu preocupări sportive. Structural este un  câine de exterior, rezistând bine la intemperii și la schimbările climatice. Preferă o curte largă, unde să își poată consuma energia. Se adaptează destul de bine și vieții într-un apartament dacă beneficiază de un program de mișcare adecvat executat zilnic.

### Dresaj
Reactionează bine la dresaj, fiind un câine inteligent și cooperant. Este curios din fire, competitiv și voluntar, cu o bună memorie, deși manifestă uneori o încăpățânare greu de combătut. Este capabil de rezultate meritorii la concursurile sportive canine, având o foarte bună dispoziție pentru efort și o îndemânare nativă de a depăși obstacolele și de a executa sărituri și salturi.

## Utilitate
Airedale Terrier se dovedește un partener foarte bun pentru drumeții și antrenamente sportive, înviorează atmosfera în familia cu copii de vârste mici și mijlocii și se comportă bine în rol de câine de pază. Calitățile de câine de vânătoare au rămas neștirbite chiar și după decenii în care a fost preferat în rol de animal de companie. Instinctele bune, curajul și rezistența îl recomandă ca pe un partener foarte util la vânătoare.

## Caracteristici
- Înălțime: 55-61 cm
- Greutate: 25-30 kg
- Durata de viață: 10-12 ani